# Røst
Røst là một đô thị ở hạt Nordland, Na Uy.
Røst đã được tách khỏi Værøy ngày 1 tháng 7 năm 1928.
Có 365 hòn đảo và đá ngầm ở đô thị nằm cách bờ biển đất liền Na Uy 100 km, tại mũi cực tây nam của chuỗi Lofoten. Đô thị này cũng có một trong những đảo chim lớn nhất Bắc Đại Tây Dương, nơi sinh sống của nhiều loài chim biển. Đô thị này được đặt tên theo đảo chính Røst (tiếng Na Uy Cổ Röst). Røst có sân bay Røst với các chuyến bay thường lệ nối với Bodø.